# Chiesa di San Salvatore (Murlo)
La chiesa di San Salvatore è una chiesa cattolica che si trova nella grangia di San Giusto, per questo talvolta è indicata come chiesa di San Giusto, situata in località Rocca Gonfienti a Murlo.

## Storia e descrizione
Risalente al XV secolo, è annessa ad una grangia (quella di San Giusto) dello Spedale di Santa Maria della Scala. Conserva della struttura originaria l'abside circolare ed è sormontata da un campanile a vela con monofora. Alla chiesa apparteneva una tavola di Giacomo Pacchiarotti, raffigurante la Madonna col Bambino, che è stata recuperata da un recente intervento di restauro, ed esposta al Museo d'Arte Sacra della Val d'Arbia a Buonconvento. La devozione delle popolazioni locali per questa immagine è attestata dai fori che tempestavano la tavola dove erano appesi gioielli come ex voto.